# تفرقه بینداز و حکومت کن

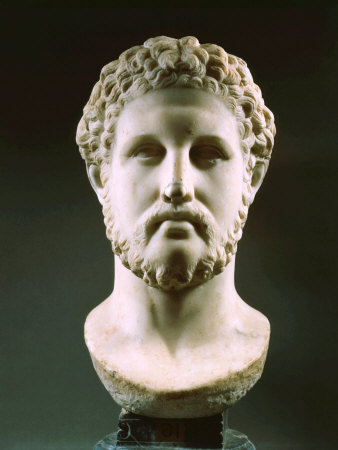
سردیس فیلیپ دوم مقدونی

تفرقه بینداز و حکومت کن (به لاتین: divide et impera) مثل معروفی است که به فیلیپ دوم مقدونی پدر اسکندر مقدونی نسبت داده شده و پس از او توسط ژولیوس سزار و ناپلئون بناپارت به عنوان یک استراتژی مورد استفاده بوده و البته موارد استفاده این استراتژی در طول تاریخ بسیار است.
این استراتژی عبارت است از به‌دست‌آوری یا نگهداری قدرت (سیاسی و اجتماعی) از راه شکستن یا تجزیه یک قدرت متمرکز به بخش‌های کوچکتری که هر یک از این بخش‌های کوچکتر به تنهایی قدرت کمتری از اجراکنندهٔ این استراتژی را دارند. در جهان امروز، این استراتژی بیشتر به شکل برچسب‌زنی بر روی اقشار مردم و سپس جداسازی یا تقسیم‌بندی آنان با عنوان‌های مختلف است. همچنین این اصل می‌تواند به‌صورت دودسته سازی مردم به‌وسیله رفتار دوگانه حکومت باشد. بدین صورت اجراکننده استراتژی، گروه های کوچک تر را در مقابل یکدیگر قرار میدهد تا قدرت را تحت کنترل خود حفظ کند.
تقسیم کن و غلبه کن (به انگلیسی: divide and conquer) عنوان دیگری از همین مثل است که روش اصلی برای حل مسائل در زبان‌های برنامه‌نویسی است.
ارکان این تکنیک عبارتند از:
- ایجاد یا تشویق تفرقه بین سوژه ها برای جلوگیری از اتحادهایی که می تواند حاکمیت را به چالش بکشد و نیروها را به گونه ای توزیع کند که بر یکدیگر غلبه کنند.
- کمک و ارتقای کسانی که مایل به همکاری با حاکمیت هستند
- ایجاد بی اعتمادی و دشمنی بین حاکمان محلی
- تشویق هزینه های بی معنی که توانایی هزینه های سیاسی و نظامی را کاهش می دهد.[۳]

### سیاست داخلی
این فن در سیاست داخلی بیشتر علیه مخالفان انجام می‌گیرد؛ بدین معنی که حکومت‌ها مخالفان خود را با برخی عنوان‌های مختلف برچسب‌زنی کرده، به چند دسته متضاد تقسیم‌بندی می‌کنند سپس در مرحله دوم با ابزارهایی مانند رسانه، آنان را علیه یکدیگر می‌شورانند. اما در شکل دیگر، دشمن دومی برای همهٔ مخالفان تراشیده یا ایجاد می‌شود که این دشمن خود، دشمن حکومت نیز باشد. همچنین در بحران‌ها نیز شکل دیگر به‌کارگیری این اصل، ایجاد بحران دوم است.